# Biff Elliot
Pour les articles homonymes, voir Elliot.
Biff Elliot, né le 26 juillet 1923 et mort le 15 août 2012 , est un acteur américain.

## Filmographie partielle

### Au cinéma
- 1953 : J'aurai ta peau de Harry Essex : Mike Hammer
- 1955 : Bonjour Miss Dove de Henry Koster
- 1955 : La Maison de bambou (House of Bamboo) de Samuel Fuller
- 1956 : Le Temps de la colère  de Richard Fleischer
- 1957 : Torpilles sous l'Atlantique (The Enemy Below) de Dick Powell
- 1957 : Jesse James, le brigand bien-aimé de Nicholas Ray
- 1979 : The Dark de John Cardos